# Židovský hřbitov v Lounech
Židovský hřbitov v Lounech se nachází jihovýchodně od centra města Louny, a to při Rakovnické ulici, kde je součástí městského hřbitova. Jde v pořadí o třetí židovský hřbitov v Lounech a zároveň jediný dochovaný. Založen byl v roce 1874 a rozkládá se na ploše 1712 m². Celkem se v několika řadách dochovalo na 250 náhrobků, které jsou rozděleny do tří hrobových polí. V areálu hřbitova se nachází obřadní síň, postavena v eklektickém stylu s maurskými okny, která byla na přelomu 20. a 21. století opravena. Opravou též prošel i hřbitov samotný. Hřbitov je volně přístupný a stále se na něm pohřbívá.

## Galerie

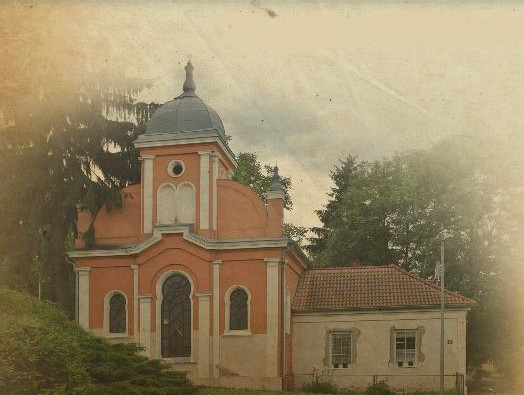
Obřadní síň
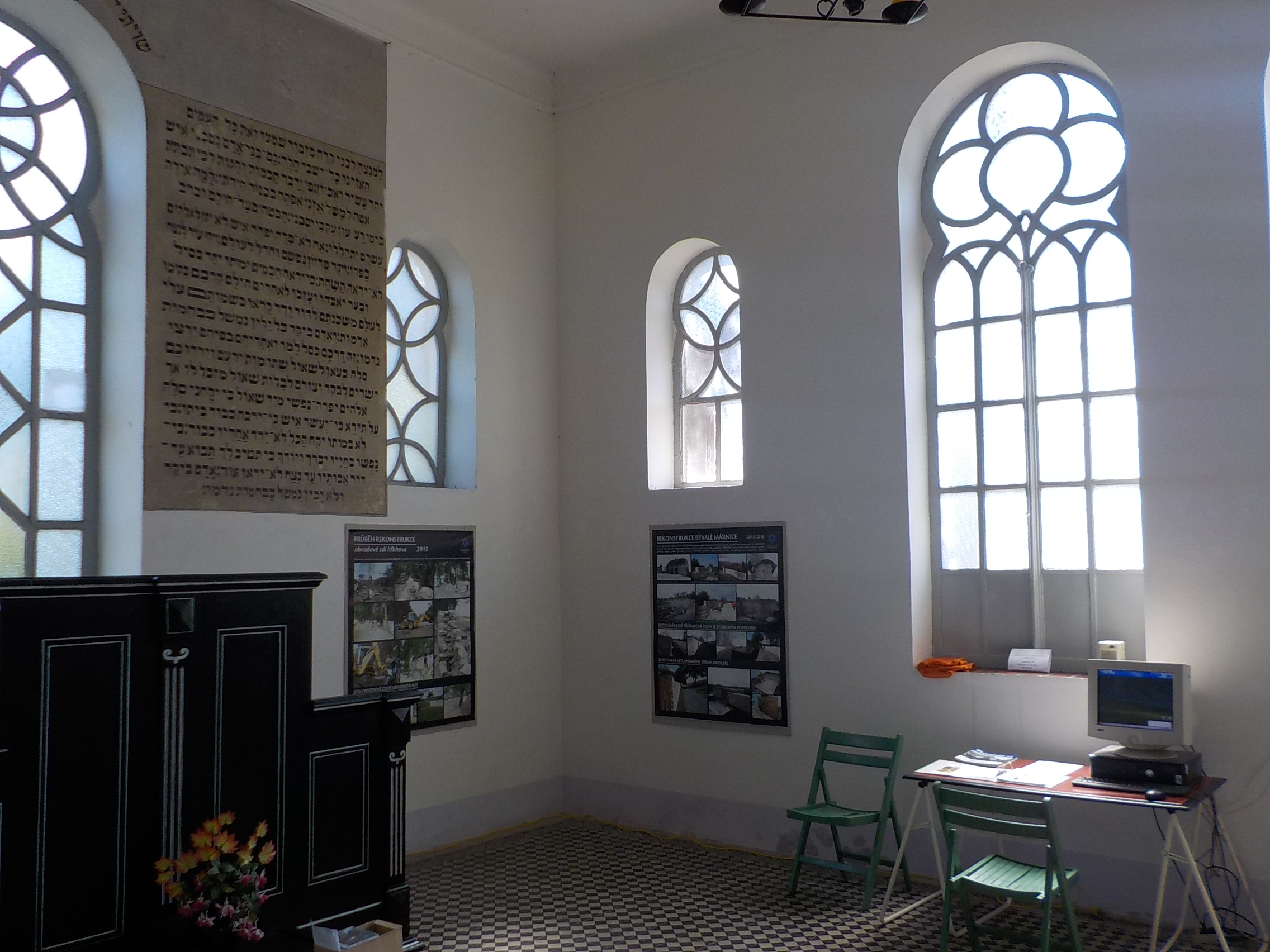
Obřadní síň interiér